# Cherokee (píseň)
„Cherokee“ je píseň od švédské hard rockové skupiny Europe, nahraná v roce 1987. Vyšla na albu The Final Countdown. Autorem písně je zpěvák Joey Tempest.

## Sestava
- Joey Tempest – zpěv
- John Norum – kytara
- John Levén – baskytara
- Mic Michaeli – klávesy
- Ian Haugland – bicí